# Guanqiu Jian

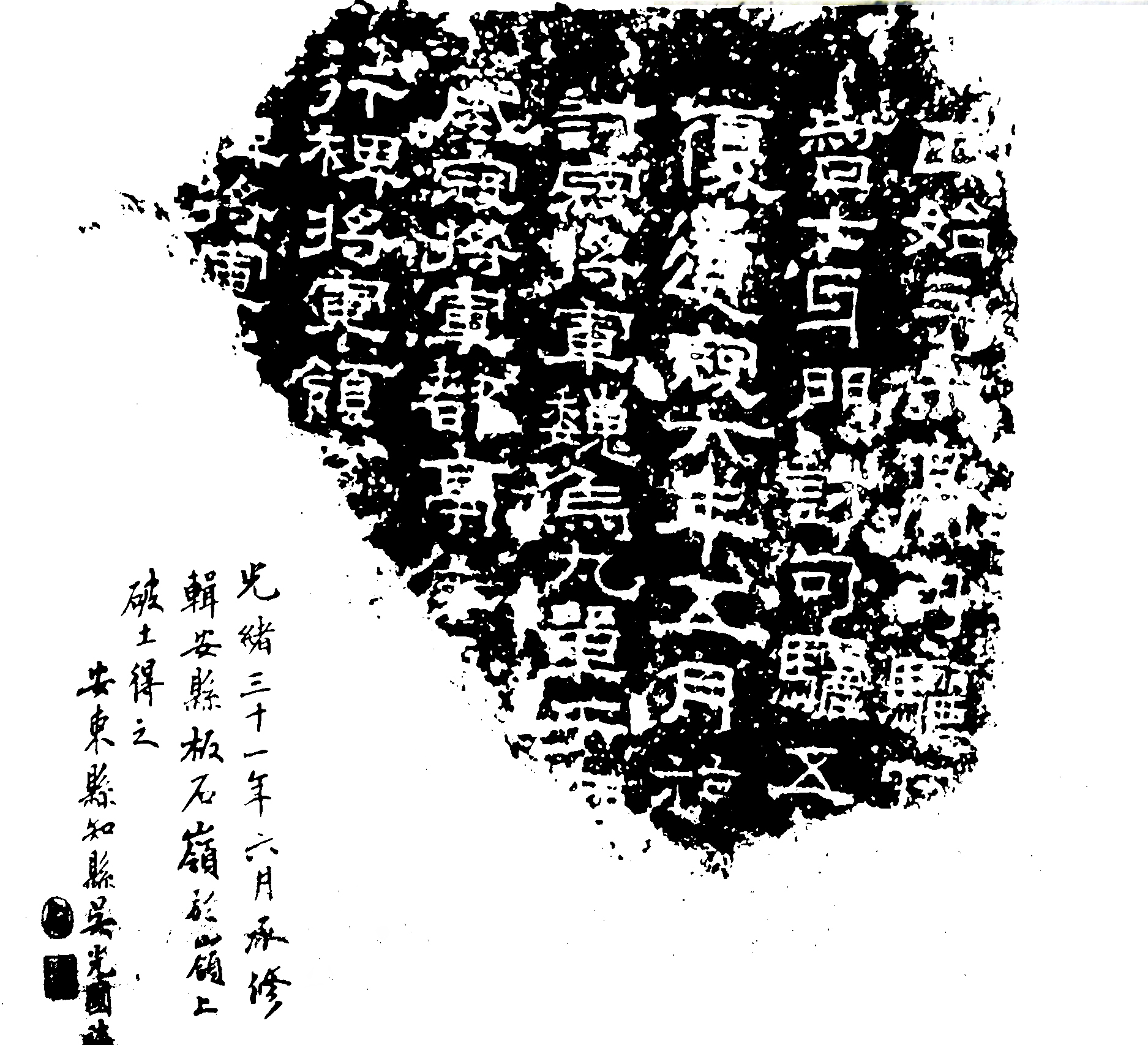
Fragment de la stèle commémorant la victoire de Guanqiu Jian, lors de sa campagne contre le royaume coréen de Koguryo en 244-245

Guanqiu Jian (? - janvier 255) est un  homme politique chinois de la  période des Trois Royaumes. 

## Biographie
Guanqiu Jian est, à partir de 234, inspecteur impérial de la province de You sous les Wei. Il informa l’empereur Cao Rui des intentions rebelles de Gongsun Yuan en l’an 237 et parvint avec Sima Yi à écraser l’insurrection. En 242, Dongcheon, le monarque du royaume coréen de Koguryo, attaqua la ville chinoise de Xi'anping. En riposte à cette agression, Guanqiu Jian mena en 244 une campagne militaire victorieuse contre le Koguryo, puis en 245 il ordonna à Wang Qi (王頎), le Grand Administrateur de Xuantu, de mener une seconde campagne pour tenter de capturer le roi. Malgré l'échec de la capture, les deux expéditions éliminèrent toute résistance anti-chinoise dans la région, étendant l’autorité du Wei et éliminant ainsi toute menace à la frontière,. 
Quelque temps après cette victoire, Guanqiu Jian est nommé Contrôleur du Sud. En 252, Sima Shi, le régent de l'empereur Cao Fang, décida de profiter de la mort de Sun Quan pour attaquer le royaume de Wu, qui avait été fondé par le défunt. Dans le cadre de cette tentative d'invasion Jian reçut le commandement de 100 000 hommes afin d’attaquer la ville de Wuchang. L’invasion s’avéra toutefois un échec, mais Guanqiu Jian put contenir la contre-offensive des Wu qui s'ensuivit. 
Plus tard, en l’an 255, étant Contrôleur de l’Est et farouchement opposé à la déposition de Cao Fang par Sima Shi, il se rebella avec Wen Qin, affirmant posséder un décret secret de l’Impératrice douairière. Ensemble, ils saisirent Shouchun, puis Guanqiu Jian occupa Xiangcheng avec une force comptant 60 000 hommes. Tentant en vain d’obtenir l’aide du royaume de Wu, Shouchun tomba aux mains de l’ennemi, puis encerclé à Xiangcheng, il s’enfuit à Shenxian où il fut accueilli par Song Bai. Peu de temps après, lors d’un banquet, Guanqiu Jian se saoula profondément et son hôte en profita pour l’assassiner, puis expédia sa tête aux armées du Wei, ce qui mit fin à la rébellion.